# ギュウゾウ
ギュウゾウ（本名：大島 剛人、1964年8月7日 - ）は、人体実験パフォーマンス集団「電撃ネットワーク」のメンバー。
栃木県塩谷町出身、矢板東高校普通科、関東学院大学工学部・建築工学科、同大学28代目応援団団長。栃木県矢板市やいた応援大使。栃木県塩谷町ふるさと観光大使。とちぎ未来大使。身長175cm。血液型A型。
栃木県小山市で会員制体験農園「ギュウゾウ農場」を主宰。また、2015年から栃木県応援音楽イベント『ギュウ農フェス』を主宰し、アイドル中心の出演者で音楽と栃木県名物食のイベントを開催している。

## 人物
空手団体士道館黒帯（段位は二段）、柔道講道館黒帯。
新撰組、幕末マニア。偉人の墓参りも好きである。
熱心なサッカーファンであり、鹿島アントラーズと栃木SCのサポーターである。
かなりの凝り性で、雑誌「ターザン」のインタビュー（小柳と出演）でも「肉体の危険を追求したい」と公言している。
燻製に凝っており、ラジオ番組『ライムスター宇多丸のウィークエンド・シャッフル』（通称「タマフル」）でも自家製の燻製が紹介された。現在ではそれが高じて燻製メニューの居酒屋を経営し、夫人がおかみを務めている。ちなみに『酒とつまみと男と女』でその店が紹介され、本人も飛び入りで出演した。
また、小山市に約400坪のギュウゾウ農場を作り、農業にも勤しんでいる。
2016年3月、「とちぎ未来大使」に就任、栃木県知事より委嘱状が手渡された。
サソリを口に入れるという芸を得意としているが、勿論毒をもっている本物のサソリを使用している。刺されて顔が3倍に腫れ、奥歯が抜けたこともあるという体の張りようだが、ニューヨークのオフブロードウェイに出演したときに「あのサソリは偽物だ、あんなことができるはずがない」という新聞記事での侮辱をうけた。「サソリの毒の味を教えてやろうか！」と思ったことも。本人によるとその毒は甘いという。親友であるTHE MAD CAPSULE MARKETSのボーカル、KYONOはギュウゾウの家に遊びに来た時、彼の飼っているサソリを見て「ヤバイ、ヤバイ」と驚き、その数日後にその体験談を基にした曲「サソリ」の歌詞を書いて、ギュウゾウに見せに行ったという逸話がある。この「サソリ」はKYONO曰く「電撃の為に書いた」曲であるらしく、後に電撃ネットワークとのコラボ曲「サソリ」としてレコーディング、CD「FLY HIGH/サソリ」に収録した。
2004年にBSE問題に端を発する、牛丼不足がおきた際、その雰囲気に踊らされて、牛丼屋のサンボに行き、「つゆだく」を注文して断られ、お皿と牛皿を同時に注文して、あまりの肉の多さに、食べ残してしまった。　そのレビューが写真入りで、ギュウゾウの自分ファンクラブに公開されている。
電撃ファンの漫画家・日本橋ヨヲコのお気に入りでよく彼女の作品に出てくる。

## 持ちネタ
- モヒカン丸焼き。
- wax man…煮溶かしたロウに手や顔を突っ込むという芸。
- 手力男…アロンアルフアでドラム缶に手のひらをはりつけ、そのまま持ち上げる。ドラム缶にくっつけた急須でお茶を客席に注ぎ回るという芸。
- サソリ男…サソリを顔に這わせたり、口の中に入れるという芸。
- 即身成仏…布団圧縮袋の中に入り、中の空気を抜いていくという芸。
- 「花火男」「回転花火男」
- クラッカー口内爆裂…文字通り、クラッカーを口にくわえてヒモを引き、口内で爆裂させる。

4人の中で一番危険な人体パフォーマンスを得意とし、一番大怪我率が高い人である。
また、 ミッツィー申し訳 （代表取締役）、宇多丸（RHYMESTER）、GEE・浅川（GTS）、掟ポルシェ（ロマンポルシェ。）らとDJ集団「申し訳ナイタズ」を結成。ROCKを中心とした選曲でDJ活動も行っている。
この「申し訳ナイタズ」として、『モテキ』（映画）の公開に先駆けて選曲、MIXしたコンピレーションアルバム『モテキ的音楽のススメ MTK PARTY MIX盤』が、一躍話題になった。
他多数

## 主な出演番組
- 『B-ON』（映画）－　不動文太役（主演）
- 『B-ON 美女木兄弟戦争篇』（映画）－　不動文太役
- 『B-ON 不良全滅篇』（映画）－　不動文太役
- 『B-ON 蘭城高校危機一髪篇』（映画）－　不動文太役
- 『デスヤンキー 高校生篇』（映画）－　広大次郎役
- 『デスヤンキー 中坊篇』（映画）－　広大次郎役
- 『デスヤンキー 死闘篇』（映画）－　広大次郎役
- 『学忍』（映画）－　紹興呂役
- 『横浜たそがれ探偵物語〜エロタン』（プレイコミック、Vシネマ） -  長浜修役（主演）
- 『名門!多古西応援団』（東映）－　左近役
- 『ストイックガール 完全版』（映画）－　銅座役（主演）
- 『聖少女仮面マルガリータ』（Vシネマ）
- 池袋ウエストゲートパーク（2000年、TBSテレビ）
- 『OL・ナース・保母さん・大学生のちょっとHなゲームをして勝ったら賞金100万円 負けたら「恥ずかしい罰ゲーム」』(2006年、カルマ) - 司会として出演。
- 新橋探偵物語2 ダブルリボルバーラヴ（2022年12月3日、オーピー映画） - ギュウゾウ 役[3]

他映画・ドラマ多数

### ラジオ
- ライムスター宇多丸のウィークエンド・シャッフル（TBSラジオ）
- ラジっちゃう?（栃木放送）- 水曜日レギュラーパーソナリティ
- シモツカル（栃木放送）- 水曜日レギュラーパーソナリティ
- ギュウゾウと里咲りさのアイドル☆パンチ!（エフエム栃木）- 2017年4月から2018年4月まで放送
- ギュウゾウとPinokkoの雷ヘッドライナー（エフエム栃木） - 2018年5月から2023年6月まで放送
- ギュウゾウと一色萌の雷ヘッドライナー（エフエム栃木） - 2023年7月2日より放送開始、日曜日24:30 - 25:00
- OKINAWA LIFE 〜楽園日和〜（NACK5）
- ライムスター宇多丸のウィークエンド・シャッフル（TBSラジオ）

他ラジオ・テレビ多数
他多数
【海外】
- レイト・ショー・ウィズ・デイヴィッド・レターマン（アメリカ）
- MTV（アメリカ）
- MTV・ヨーロッパ（CM）出演

他多数

## 連載
- 週刊アスキー「パソコンが好きだ！」(アスキー)(03年11月～不定期連載中)
- BUBKA「ギュウゾウ X BiS 対談」（株式会社白夜書房）(14年1月～7月）
- 月刊ボディビルディング「拝筋主義者」(体育とスポーツ出版社)(13年10月～連載中)
- 週刊実話「燻製道場」（14年1月～終了不明）
- CIRCUS (雑誌)「ぶらり偉人墓地の旅」(KKﾍﾞｽﾄｾﾗｰｽﾞ)(06年9月～終了不明)
- 週刊アスキー「ハッカーの食卓」（07年02月～07年5月）
- ダ・ヴィンチ「人間採集」(メディアファクトリー)(03年10月～03年9月)
- 格闘Kマガジン「電撃！格闘ネットワーク」(ぴいぷる社)(02年9月～05年2月)
- スカパー！2TVガイド「ギュウゾウのKAMIKAZE談話室」(02年7月～03年12月)
- CAT「いつも心に猛毒を」(アルク)(02年3月～03年2月)
- toto ONE(サッカーくじ予想&情報新聞)(02年2月～05年2月)
- オリコンウィーク The Ichiban「オリコンウィーク」(オリコン)(00年6月～01年4月)
- ベストクラブ「格闘技巡礼新聞」(ナイタイマガジン)(00年5月～01年11月)
- 週刊アスキー「ギュウゾウの電脳埋蔵金発掘計画」(アスキー)(01年3月～02年1月）

他多数

## 主なコマーシャル出演番組
- 『リステリン』（オーストラリア）
- MTV（アメリカ・ヨーロッパ、アジア全域・日本を除く）
- 『電撃スーパーファミコン』
- ガム（カネボウ）
- 清涼飲料（コカコーラ）
- 電激倉庫（東北地方）
- MTV・ヨーロッパ（CM）

他多数